# Przeziębienie
Przeziębienie (znane także jako choroba przeziębieniowa, zapalenie nosogardła, zapalenie błony śluzowej gardła, nosa i krtani, ostry nieżyt nosa lub zaziębienie) – wirusowa choroba zakaźna górnych dróg oddechowych ze szczególnie nasilonymi objawami w obrębie nosa, najpowszechniejsza choroba zakaźna występująca u ludzi. Objawami przeziębienia są: kaszel, ból gardła, nieżyt nosa oraz niewielka gorączka lub stan podgorączkowy. Objawy zwykle ustępują w ciągu siedmiu dni, choć niektóre mogą utrzymywać się do trzech tygodni. Przeziębienie może być wywołane przez ponad 200 wirusów, z których najpowszechniejszymi są rinowirusy.

## Objawy i przebieg
Do typowych objawów przeziębienia należą: kaszel, nieżyt nosa, niedrożność nosa i ból gardła; czasem towarzyszą im także ból mięśniowy, zmęczenie, ból głowy i utrata apetytu. Ból gardła występuje u około 40% osób przeziębionych, a kaszel – u około 50%. Bóle mięśniowe pojawiają się w połowie przypadków. U osób dorosłych gorączka zwykle nie występuje, jest za to częsta u niemowląt i małych dzieci.
Kaszel jest zazwyczaj łagodny w porównaniu z tym występującym podczas grypy. Kaszel i gorączka u dorosłych wskazują na wyższe prawdopodobieństwo grypy, jednak między tymi dwoma stanami chorobowymi istnieje wiele podobieństw. Część wirusów, które wywołują przeziębienie, może również spowodować wystąpienie infekcji bezobjawowej. Kolor plwociny lub wydzieliny z nosa może się wahać od przezroczystego do żółtego lub zielonego i nie można na jego podstawie stwierdzić, który czynnik jest odpowiedzialny za infekcję.

### Postęp choroby
Przeziębienie zwykle rozpoczyna się zmęczeniem, dreszczami, kichaniem i bólem głowy, po czym przez kilka dni osoba chora ma katar i kaszel. Objawy pojawiają się w ciągu 16 do 72 godzin od ekspozycji i nasilają się między drugim a czwartym dniem od pojawienia się infekcji. Zazwyczaj objawy ustępują w ciągu siedmiu do dziesięciu dni, lecz w niektórych przypadkach mogą utrzymywać się do trzech tygodni. U dzieci kaszel utrzymuje się przez ponad dziesięć dni w 35–40% przypadków, a przez ponad 25 dni u 10% chorych.

## Przyczyny

### Wirusy

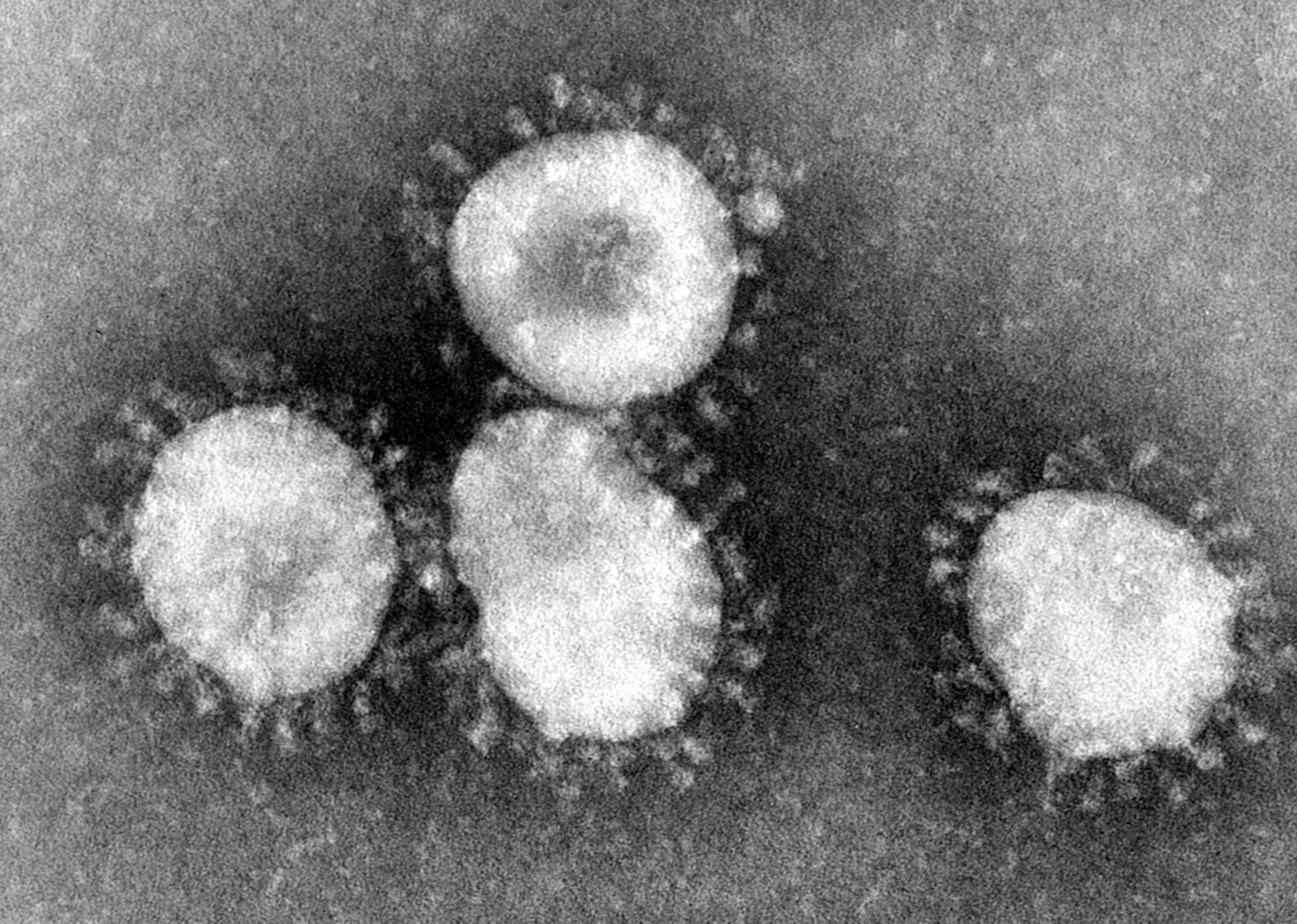
Koronawirusy są grupą wirusów wywołujących przeziębienie. Pod mikroskopem widać, że posiadają one otoczkę przypominającą kształtem aureolę lub koronę.

Przeziębienie jest infekcją wirusową górnych dróg oddechowych. Najczęściej wywołuje je rinowirus (30–80%), rodzaj pikornawirusa o 99 znanych serotypach. Innymi wirusami wywołującymi przeziębienie są: koronawirusy (10–15%), wirusy paragrypy, wirus RSV, adenowirusy, enterowirusy i metapneumowirusy. Często obecny jest więcej niż tylko jeden wirus. W sumie ponad 200 różnych typów wirusów jest związanych z występowaniem przeziębień.

### Przenoszenie
Wirus przeziębienia jest zazwyczaj przenoszony drogą powietrzną, przez bezpośredni kontakt z zainfekowaną wydzieliną z nosa lub materiałem zakaźnym. Nie stwierdzono, którą z tych dróg przeziębienie przenosi się najczęściej. Wirusy mogą przetrwać w środowisku przez długi czas, aby potem przedostać się na dłonie ludzi i następnie zostać przeniesione do oczu i nosa, gdzie następuje zarażenie. Przeniesienie następuje często w punktach opieki nad dzieckiem i szkole na skutek przebywania na niewielkim obszarze wielu dzieci z niską odpornością, a także często z powodu niewystarczającej higieny. Infekcja zostaje potem przeniesiona do domu, gdzie wirusy mają kontakt z innymi członkami rodziny. Nie istnieją dowody na to, że recyrkulacja powietrza podczas lotów komercyjnych jest metodą przenoszenia się wirusów wywołujących przeziębienie. Jednak ludzie siedzący blisko osoby zainfekowanej są bardziej narażeni na zarażenie. Rinowirus wywołuje przeziębienia, które są najbardziej zaraźliwe podczas pierwszych trzech dni występowania objawów; potem możliwość zarażenia się znacznie maleje.

### Pogoda
Według powszechnego przekonania przeziębienia można nabawić się przez długotrwałe wystawienie na niekorzystne warunki pogodowe, tj. deszcz czy warunki zimowe; stąd pochodzi nazwa choroby. Jest dyskusyjne, czy wychłodzenie ciała zwiększa ryzyko przeziębienia. Nie potwierdzono, by nagłe ochłodzenie powierzchni ciała było czynnikiem ryzyka. Niektóre wirusy wywołujące przeziębienie są sezonowe i występują najczęściej przy zimnej i mokrej pogodzie. Niektórzy twierdzą, że wzrost liczby przeziębień w okresie jesienno-zimowym spowodowany jest głównie zwiększoną ilością czasu spędzanego w zamkniętych pomieszczeniach i blisko innych osób; dotyczy to szczególnie dzieci wracających do szkoły. Może to być jednak także związane ze zmianami w układzie oddechowym, których skutkiem jest zwiększona podatność. Niska temperatura może osłabiać reakcje immunologiczną komórek układu oddechowego. Niska wilgotność zwiększa tempo przenoszenia, prawdopodobnie dlatego, że w suchym powietrzu cząsteczki wirusa mogą zostać rozproszone na większe obszary i dłużej utrzymują się w powietrzu.

### Inne
Odporność grupowa, wytworzona na podstawie uprzedniej ekspozycji na wirusy przeziębienia, odgrywa ważną rolę w ograniczaniu rozprzestrzeniania się wirusów, co widać u młodszych pokoleń, wśród których występowanie infekcji układu oddechowego jest częstsze. Słabe funkcjonowanie systemu immunologicznego jest także czynnikiem ryzyka choroby. Niedobór snu i niedożywienie zostały również powiązane z większym ryzykiem rozwinięcia infekcji po ekspozycji na rinowirusy; sądzi się, że ma to związek z ich wpływem na funkcje immunologiczne. Wśród osób, które śpią mniej niż 7 godzin na dobę, prawdopodobieństwo infekcji w przypadku ekspozycji na rinowirusa było trzy razy większe niż w przypadku śpiących więcej niż 8 godzin na dobę.

## Patofizjologia

Przeziębienie jest chorobą górnych dróg oddechowych.

Uważa się, że objawy przeziębienia są powiązane z odpowiedzią immunologiczną organizmu na wirus. Mechanizm tej odpowiedzi immunologicznej jest swoisty dla każdego wirusa. Na przykład zarażenie rinowirusem następuje zazwyczaj przez kontakt bezpośredni; poprzez nieznane mechanizmy przywiera on do ludzkich receptorów ICAM-1 co powoduje uwolnienie mediatorów reakcji zapalnej. Następnie mediatory te wywołują objawy przeziębienia. Zazwyczaj nie następuje uszkodzenie tkanki nabłonkowej nosa. Natomiast wirusem RSV można się zarazić zarówno przez kontakt bezpośredni, jak i drogą powietrzną. Następnie wirus ulega replikacji w nosie i gardle przed rozprzestrzenieniem się w dolnych drogach oddechowych. Wirus RSV przyczynia się do uszkodzenia nabłonka nosa. Wirus paragrypy zazwyczaj skutkuje stanem zapalnym nosa, gardła i oskrzeli. U małych dzieci, jeśli zainfekowana zostanie także tchawica, objawy wirusa mogą przypominać objawy podgłośniowego zapalenia krtani ze względu na niewielki rozmiar dróg oddechowych.

## Rozpoznanie
Różnicowanie pomiędzy różnymi infekcjami górnych dróg oddechowych wywoływanymi przez wirusy ogólnie polega na ocenie miejsca pojawienia się objawów. W przypadku przeziębienia objawy zlokalizowane są w obrębie jamy nosowej, zapalenia gardła w obrębie gardła, a w przypadku zapalenia oskrzeli w obrębie płuc. W dużej mierze objawy mogą na siebie nachodzić i pojawiać się w wielu obszarach. Przeziębienie często określane jest mianem zapalenia nosogardzieli, któremu towarzyszy stan zapalny gardła o różnym nasileniu. Przeziębienie często rozpoznawane jest przez samych chorych. Rzadko dokonuje się oznaczenia czynnika wirusowego odpowiedzialnego za chorobę, a samo oznaczenie typu wirusa na podstawie objawów jest na ogół niemożliwe.

## Zapobieganie
Wyłącznie działania fizyczne uznawane są za skuteczną metodę zapobiegającą rozprzestrzenianiu się wirusów przeziębienia. Działania takie obejmują przede wszystkim mycie rąk i stosowanie maseczek twarzowych; w placówkach medycznych powszechnie stosowane są fartuchy i rękawiczki jednorazowe. Działania takie jak kwarantanna nie są możliwe ze względu na powszechność infekcji i ich nieswoiste objawy. Szczepienia ochronne są trudne do przeprowadzenia, gdyż w procesie chorobowym uczestniczy zbyt wiele wirusów, które szybko mutują. Stworzenie szczepionki skutecznej na szerszą skalę jest zatem mało prawdopodobne.
Regularne mycie rąk jest skuteczną metodą ograniczania rozprzestrzeniania wirusów przeziębienia, zwłaszcza wśród dzieci. Nie wiadomo, czy, poza myciem rąk, podawanie leków przeciwwirusowych lub przeciwbakteryjnych zmniejsza ryzyko infekcji. Korzystne może być noszenie maseczki twarzowej w środowisku, w którym przebywają osoby zakażone; niemniej dane dotyczące korzyści płynących z zachowania większego dystansu społecznego są niewystarczające do wyciągnięcia jednoznacznych wniosków. Suplementacja cynkiem może przyczynić się do zmniejszenia częstości zachorowań. Standardowa suplementacja witaminą C nie obniża ryzyka wystąpienia przeziębienia.
Innymi metodami zapobiegania przeziębieniu jest przyjmowanie przez okres 8–12 tygodni preparatów zawierających jeżówkę, a także regularne ćwiczenia fizyczne.

## Postępowanie z chorymi

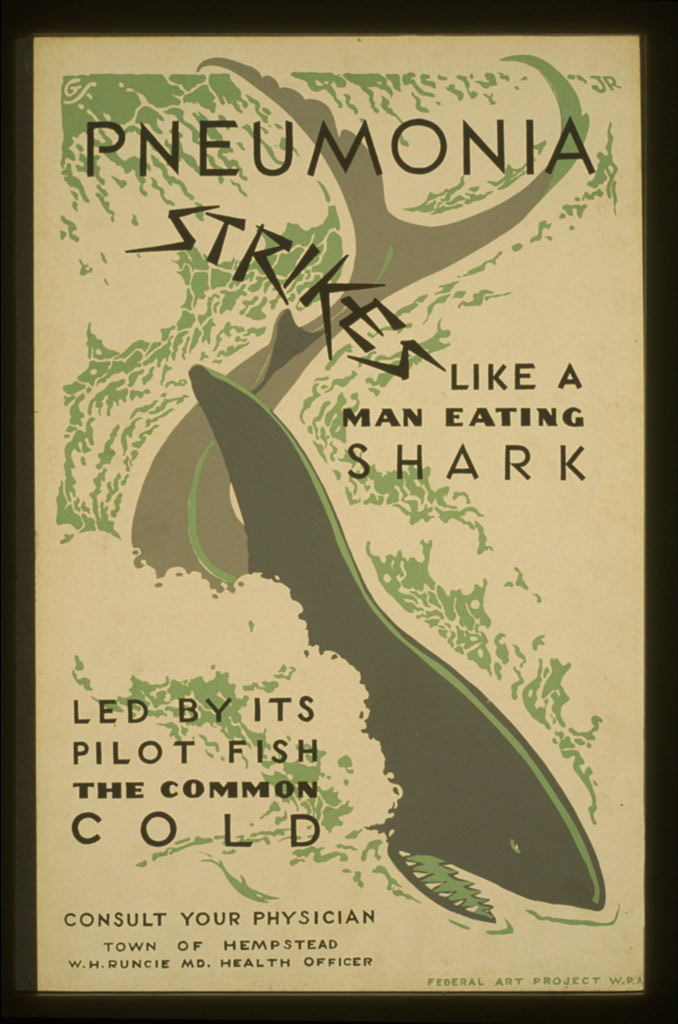
Plakat zachęcający pacjentów do zapytania lekarza o sposoby leczenia przeziębienia

Obecnie nie są dostępne leki lub preparaty roślinne, których skuteczność w skracaniu czasu infekcji została w jednoznaczny sposób potwierdzona. Leczenie polega zatem na łagodzeniu objawów. Do metod leczenia zachowawczego, które uznaje się za zasadne, zalicza się odpoczynek, przyjmowanie płynów w celu utrzymania odpowiedniego nawodnienia organizmu oraz przepłukiwanie gardła ciepłą i słoną wodą. W dużej mierze efekt terapeutyczny i korzyści wynikające z takiego działania przypisuje się efektowi placebo.

### Leczenie objawowe
Sposoby leczenia, które mogą doprowadzić do złagodzenia objawów, obejmują podawanie niezłożonych analgetyków i leków o działaniu przeciwgorączkowym takich jak ibuprofen i paracetamol. Zgromadzone dane nie pozwalają stwierdzić, czy leki przeciwkaszlowe są skuteczniejsze od prostych leków przeciwbólowych i nie zaleca się ich stosowania u dzieci ze względu na brak dowodów na ich skuteczność oraz potencjalne szkody związane z ich stosowaniem. W roku 2009 w Kanadzie ograniczono stosowanie leków przeciwkaszlowych i na przeziębienie wydawanych bez recepty wskazanych do leczenia dzieci w wieku poniżej szóstego roku życia w związku z potencjalnym ryzykiem i nieudowodnionymi korzyściami z ich stosowania. Nadużywanie dekstrometorfanu (leku wydawanego bez recepty) doprowadziło do zakazu stosowania tego preparatu w wielu krajach.
U osób dorosłych objawy takie, jak katar można łagodzić przy pomocy leków przeciwhistaminowych pierwszej generacji; stosowanie tych leków wiąże się jednak z występowaniem zdarzeń niepożądanych w postaci np. zwiększonej senności. Inne preparaty o działaniu udrażniającym, np. pseudoefedryna, również są skuteczne w populacji pacjentów dorosłych. Aerozol do nosa z bromkiem ipratropium również może ograniczać objawy kataru, jednak jego działanie udrażniające jest niewielkie. Z drugiej strony leki przeciwhistaminowe drugiej generacji nie wydają się skuteczne.
Ze względu na brak badań nie można stwierdzić, czy zwiększone przyjmowanie płynów może mieć korzystny wpływ na objawy lub skrócić przebieg nieżytu dróg oddechowych, podobnie jak w przypadku podgrzanego nawilżonego powietrza. W jednym badaniu wykazano skuteczność wcierania substancji na bazie olejków eterycznych w łagodzeniu takich objawów, jak kaszel nocny, niedrożność nosa i zaburzenia snu.

### Antybiotyki i leki przeciwwirusowe
Antybiotyki nie są skuteczne w przypadku zakażeń wirusowych, a zatem nie mają żadnego wpływu na wirusy powodujące przeziębienie. Ze względu na możliwe zdarzenia niepożądane podawanie antybiotyków przynosi szkody; niemniej są one powszechnie przepisywane pacjentom. Częstymi przyczynami powszechnego przepisywania antybiotyków są między innymi: oczekiwania pacjentów, że zostanie im przepisany antybiotyk, chęć lekarza do zrobienia czegoś dla pacjenta oraz trudności w wykazaniu związku przyczynowo-skutkowego pomiędzy zdarzeniami niepożądanymi a antybiotykami. Obecnie nie są dostępne skuteczne leki przeciwwirusowe do leczenia przeziębienia, chociaż dane wstępne wskazują na istnienie korzyści.

### Alternatywne sposoby leczenia
Choć istnieje wiele alternatywnych sposobów leczenia przeziębienia, nie udało się uzyskać dowodów świadczących o skuteczności któregoś z nich. Zgodnie ze stanem wiedzy na 2010 rok nie udało się dowieść skuteczności lub szkodliwości terapii miodem ani przepłukiwania nosa. Badania wykazały, że przyjmowanie dużych dawek cynku w postaci tabletek do ssania pozwala skrócić czas trwania objawów przeziębienia. W związku ze znacznymi różnicami w zakresie badań konieczne jest przeprowadzenie kolejnych badań dotyczących skuteczności działania cynku. Okazało się również, że witamina C jest nieskuteczna w leczeniu przeziębienia mimo przeprowadzonych badań – z wyjątkiem specyficznych przypadków, np. osób, które ćwiczyły fizycznie w niskich temperaturach. Przyjmowanie preparatów zawierających jeżówkę skraca czas trwania objawów. Skuteczność suplementów na bazie jeżówki może różnić się w zależności od ich rodzaju. Nie udało się potwierdzić skuteczności czosnku. Pojedyncza próba w zakresie stosowania witaminy D nie wykazała pozytywnego działania.

## Rokowanie
Przeziębienie charakteryzuje się najczęściej łagodnym przebiegiem, a jego objawy są ograniczone i mijają w ciągu tygodnia. Do poważnych powikłań dochodzi, jeżeli w ogóle, u osób bardzo starych, młodych lub z immunosupresją. Wtórne zakażenie bakteryjne może być przyczyną zapalenia zatok, zapalenia gardła lub zapalenia ucha. Uważa się, że do zapalenia zatok dochodzi u 8% chorych, natomiast do zapalenia ucha – u 30% chorych.

## Epidemiologia
Przeziębienie jest najczęściej spotykaną ludzką chorobą i cierpią na nią osoby mieszkające we wszystkich częściach świata. Osoby dorosłe przeziębiają się zazwyczaj od dwóch do pięciu razy rocznie, natomiast u dzieci może dochodzić do przeziębienia od sześciu do dziesięciu razy rocznie (nawet do dwunastu razy rocznie w przypadku dzieci chodzących do szkoły). Odsetek zapaleń objawowych jest większy u osób starszych, co wiąże się z osłabieniem systemu odpornościowego.

## Historia
Choć przyczyny przeziębienia nie udało się ustalić aż do lat 50. XX w., do przeziębień dochodziło już w starożytności. Objawy i leczenie przeziębienia zostały opisane w egipskim papirusie Ebersa, najstarszym pisemnym źródle medycznym, który został spisany przed XVI w. p.n.e. Nazwa „przeziębienie” została wprowadzona w XVI w., ponieważ objawy choroby były podobne do objawów, do jakich dochodziło u osób wystawionych na działanie zimna.
W 1946 r. w Wielkiej Brytanii Medical Research Council (Rada Badań Medycznych) założyła Common Cold Unit (Instytut ds. Przeziębienia), w którym w 1956 roku odkryto rinowirusa. W latach 70. XX w. pracownicy CCU udowodnili, że stosowanie interferonu w czasie fazy inkubacyjnej rinowirusa pozwala uchronić się w pewnym stopniu przed chorobą, ale nie udało się opracować dokładnej metody leczenia. Instytut został rozwiązany w 1989 r., dwa lata po tym, jak jego pracownikom udało się zakończyć badania w zakresie pastylek zawierających glukonian cynku stosowanych w ramach działań profilaktycznych oraz leczenia przeziębień związanych z rinowirusem, które to metody stanowiły jedyne skuteczne sposoby leczenia opracowane w instytucie.

## Wpływ na gospodarkę

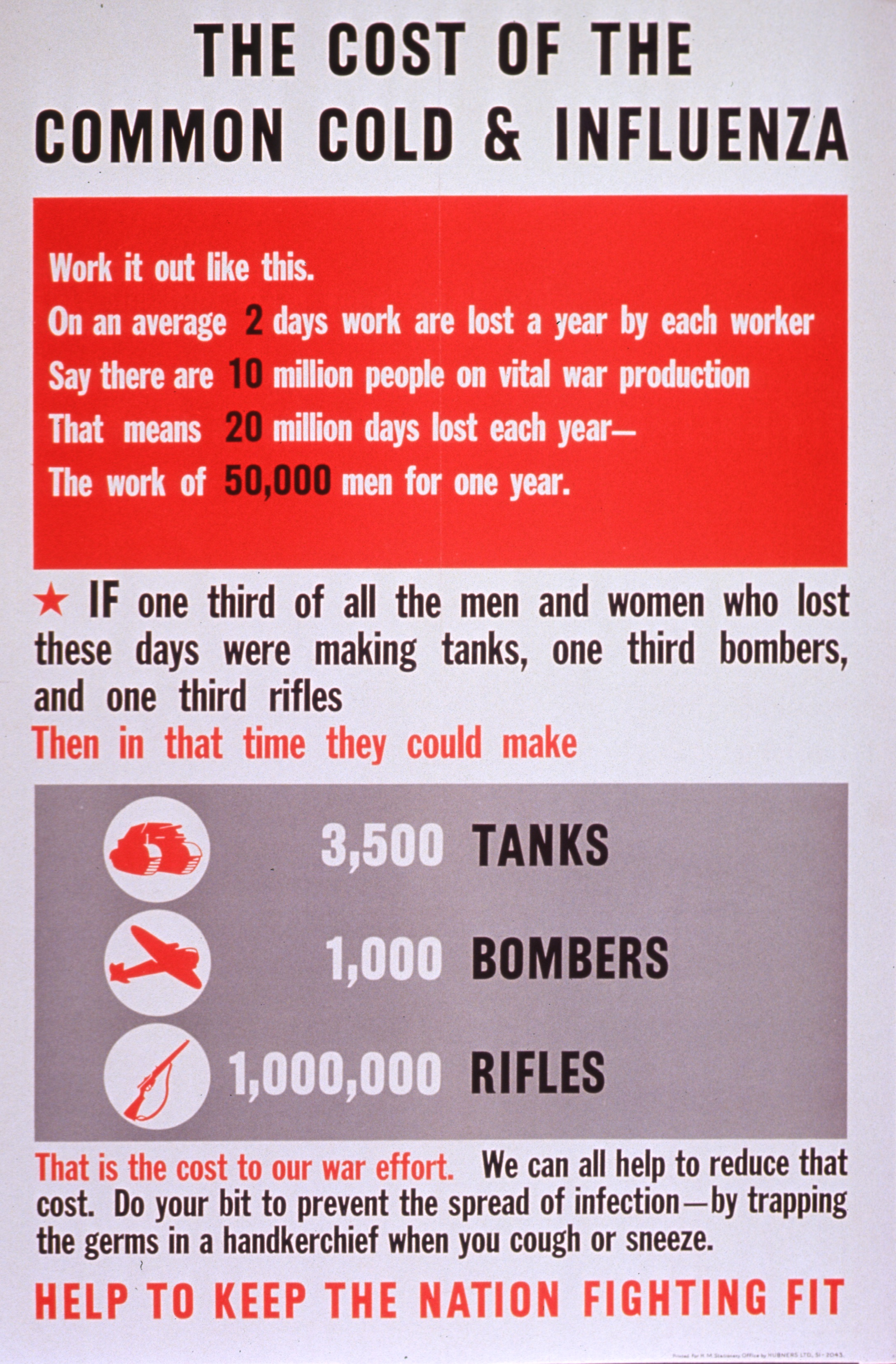
Brytyjski plakat z czasów II wojny światowej przedstawiający koszty związane z przeziębieniem i grypą

Wpływ przeziębienia na ekonomię większej części świata pozostaje niejasny. W USA przeziębienie jest co roku przyczyną 75–100 milionów wizyt w gabinetach lekarskich, co nawet przy ostrożnej kalkulacji może oznaczać koszt wysokości 7,7 miliardów dolarów rocznie. Amerykanie wydają 2,9 miliarda dolarów na leki dostępne bez recepty i kolejne 400 milionów USD na leki działające objawowo, wydawane na receptę. Ponad jedna trzecia osób, które udają się do lekarza, otrzymuje receptę na antybiotyk, co może mieć związek z opornością na antybiotyki. Przeziębieni uczniowie opuszczają 22–189 milionów dni szkolnych. W związku z tym rodzice opuszczają 126 milionów dni roboczych, żeby opiekować się dziećmi w domu. Po zsumowaniu ze 150 milionami dni roboczych opuszczanych przez pracowników w efekcie przeziębienia przeziębienie może oznaczać dla gospodarki straty w wysokości 20 miliardów dolarów rocznie. Stanowi to tym samym 40% strat związanych z czasem pracy odnotowywanych w USA.

## Badania
W czasie badań związanych z przeziębieniem przebadano wiele środków przeciwwirusowych; jednak zgodnie ze stanem wiedzy na 2009 r., żaden środek nie został uznany za skuteczny i dopuszczony do sprzedaży. Prowadzone są badania leku przeciwwirusowego znanego jako pleconaril, który wydawał się być bardzo obiecujący w zwalczaniu pikornawirusów, a także próby BTA-798. Doustnie podawany pleconaril powodował znaczne zagrożenia; trwają badania nad lekiem w formie aerozolu.
Naukowcy z University of Maryland, College Park oraz University of Wisconsin-Madison odtworzyli genom wszystkich znanych szczepów wirusowych odpowiedzialnych za przeziębienie.